# Roger Scruton
Roger Scruton je bil angleški filozof in pisatelj, ki se je posvečal predvsem estetiki in politični filozofiji, bolj natančno, pospeševanju in širjenju tradicionalnih konservativnih idej. 
Rodil se je 27. februarja leta 1944 v Buslingthorpe, Lincolnshire. Umrl je 12. januarja 2020 v Brinkworth, Wiltshire v 76. letu starosti. 
Delal je kot urednik Salisburskega pregleda (angl. Salisbury Review) in napisal več kot 50 knjig o filozofiji, umetnosti, glasbi, politiki, literaturi, kulturi, spolnosti in religiji. Napisal je tudi nekaj romanov in dve operi. Redno je tudi prispeval članke znanim medijem kot so The Times, The Spectator in The New Statesman.

## Življenjepis
Roger Scruton se je rodil leta 1944. Njegov oče John ''Jack'' Scruton je bil učitelj iz Manchesterja, mati pa je bilo ime Beryl Clarise Scruton. Roger je odraščal z dvema sestrama. Odnos cele družine z očetom je bil relativno slab, o čemer je Scruton govoril v svojem delu Nežna obžalovanja (Gentle Regrets (2005)). Družinsko ime Scruton je prevzel šele Rogerjev praded, ki mu je bilo pred tem ime Matthew Lowe, a ga je mati zaradi neznanih razlogov vzgajala pod imenom Matthew Scruton.
Kljub temu, da sta njegova starša bila vzgojena v krščanski veri, sta se imela za humanista, zato so otroci bili vzgojeni brez katerekoli vere.
Scruton je obiskoval od leta 1954 do 1962 kraljevo osnovno šolo in klasično gimnazijo Wycombe (Royal Grammar School High Wycombe) in si s svojim uspehom zagotovil štipendijo za naravoslovne vede na Jesus College v Cambridge-u. Kljub prvotnemu namenu za študij naravoslovnih ved, je Scruton že prvi dan zamenjal na moralne znanosti (filozofijo). Ko je začel z delom za svoj doktorat je nekaj časa preživel tudi v Evropi. Poučeval je v Franciji, kjer je tudi spoznal svojo prvo ženo Danielle Laffitte, s katero se je poročil leta 1973 in ločil leta 1979. Ko ta ni bila v Franciji je živela s Scrutonom v Cambridgeu, kjer je bil znanstveni svetnik na Peterhouseu. Scruton je nekaj časa preživel tudi v Rimu. 
Leta 1973 je prejel doktorat za svoje delo z naslovom Umetnost in imaginacija, študija filozofije uma (Art and imagination, a study in the philosophy of mind), katere dizertacija je bila osnova za prvo njegovo knjigo Umetnost in imaginacija (Art and imagination (1974)).
Od leta 1971 je poučeval filozofijo na fakulteti Birbeck (Birbeck College) v Londonu, ki je znana po svoji podpori levo usmerjene politike in omogoča večinoma popoldanski pouk. Prosti dopoldanski čas je Scruton izkoristil za študijo prave, ki pa je nikoli ni mogel izkoristit, saj ni imel časa, da bi opravil pripravništvo.
S Hugh Fraserjem, Jonathan Aitkenom in John Caseyjem je leta 1974 ustanovil Konservativno filozofsko skupino (Conservative Philosphical Group), ki je poskušala razviti intelektualno osnovo za konservatizem.
Scrutonovo akademsko kariero na Birbecku je uničil njegov konservatizem, še posebej njegova tretja knjiga Pomen konservatizma (The meaning of conservatism (1980)), kasneje pa tudi njegovo urejanje konservativne revije Salisburski pregled (The Salisbury review).
Na fakulteti Birbeck je poučeval še do leta 1992, najprej kot govorec, potem bralec, kasneje pa kot profesor estetike.
V osemdesetih letih 20. stoletja je Roger Scruton veliko pisal. V obdobju med 1980 in 1989 se je pojavilo 13 njegovih neumetnostnih del in njegov prvi roman Fortnight's anger (1981). Najbolj sporna publikacija je bila zbirka njegovih esejev iz Salisburskega pregleda z naslovom Misleci nove levice (Thinkers of the New Left (1985)), v kateri je kritiziral 14 uglednih intelektualcev. Knjigo so poceni razprodali zaradi posmeha in jeze, kar je razžalostilo Scrutona. Med leti 1983 in 1986 je enkrat na teden napisal kolumno s pogosto sporno tematiko za časnik The Times.
Od leta 1979 do 1989 je Scruton aktivno podpiral disidente v Češkoslovaški proti komunizmu. Povezal jih je z izobrazbenimi ustanovami iz zahoda, pomagal tihotapiti knjige, organizirati predavanja in omogočiti opravljanje zunanje diplome iz teologije (edini kolegij, ki se je odzval na prošnjo za pomoč). Scruton je za svojo pomoč leta 1993 na Češkem prejel nagrado Prvega junija (the First of June Prize), leta 1998 pa medaljo za odliko (Medal of Merit (first class)) od predsednika Češke Republike. Leta 2019 pa mu je Poljska dodelila medaljo za zasluge Republiki Poljski (Grand Cross of the Order of Merit of the Republic of Poland). Doživljanje je opisal v fiktivni obliki v svojem romanu Zapiski iz podzemlja (Notes from Underground (2014)).
Leta 1990 si je Scruton vzel leto dopusta od Birbecka in ga preživel v Brnu v Češki Republiki. Tam je ustanovil Srednjeevropsko svetovanje (Central European Consultation), katere namen je bil podajanje poslovnih nasvetov v post-komunistični Srednji Evropi. Prodal je svoje stanovanje v Notting Hill Gate, ob vrnitvi v Anglijo pa najel kočo v Swindonu in stanovanje v Piccadillyju.
Med leti 1992 in 1995 je živel v Bostonu, Massachusetts, kjer je en semester letno na Bostonski univerzi (Boston univeristy) poučeval tečaj elementarne filozofije in podiplomski študij filozofije glasbe. V tem času je izdal dve knjigi, in sicer Moderna filozofija: anketa (angl. Modern Philosophy: A Survey (1994)) in Estetika glasbe (The Aesthetic of Music (1997)).
Ob vrnitvi iz Združenih Držav Amerike je živel na kmetiji, ki jo je kupil leta 1993 in imenoval ''Scrutopia''.
Scruton se je pogosto vračal v Anglijo za lov na lisice. Tam je spoznal arhitekturno zgodovinarko Sophiejo Jeffreys, s katero se je poročil leta 1996. Skupaj sta imela dva otroka. Prvi se je rodil leta 1998, drugi pa leta 2000.
Leta 1999 sta ustanovila PR podjetje z imenom Horsells Farm Enterprises in začela izdajati četrtleten informativen časopis Tveganje napotkov svobode (The Risk of Freedom Briefing (1999-2007)), ki je vkjučeval diskusije o drogah, alkoholu in tobaku ter je bil distributiran med novinarje. V člankih je zagovarjal kajenje in skrivoma prejemal plačila firme Japan Tobacco International. Ko pa je resnica prišla na dan, je izgubil veliko dela kot kolumnist in pisatelj drugih člankov ter privilegije učenja na fakulteti Birbeck in pogajanja za knjigo. 
Polemika je močno oškodovala njegovo svetovalno službo v Angliji, lov na lisice pa je postal prepovedan, zato se je Scruton z družino preselil v ZDA. Leta 2004 so kupili Montpelier, plantažno posest v bližini Virginije. Ustanovil je firmo Montpelier Strategy LLC, s katero je promoviral uporabo hiše za poroke in podobne dogodke. Od leta 2005 do 2009 je Scruton zasedal dva začasna akademska položaja. Medtem ko so živeli v ZDA, so še vedno imeli v lasti kmetijo v Angliji, kamor so se tudi nazaj preselili leta 2009.
Po selitvi nazaj v Anglijo je Roger Scruton sprejel neplačano delo na Univerziteti v Buckinghamu (University of Buckingham). Januarja 2010 je sprejel neplačano delo na Univerzi v Oxfordu (University od Oxford) za tri leta, kjer je poučeval diplomske tečaje o estetiki in postal znanstveni svetnik (Blackfriars Hall). Med leti 2011 in 2014 je kot profesor poučeval o moralni filozofiji na Univerzi Svetega Andreja (St. Andrews). V tem času je izdal Zapiske iz podzemlja (Notes from Underground (2014)), ki opisuje njegove izkušnje v Češkoslovakiji ter Izginuli (The Disappeared (2015)), ki se osredotoča na trg z otroki v Yorkshirskih mestih.
Scruton je bil povzdignjen v viteški stan leta 2016 za zasluge na področju filozofije, poučevanja in javne izobrazbe. Zasedal je mesto na uredniškem zboru Britanskega časopisa o estetiki (British Journal of Aesthetics) in na odboru obiskovalcev fakultete Ralston (Ralston College). Poleg tega pa je postal tudi višji svetnik Centra za etiko in javno politiko (Ethics and Public Policy Centre), kjer so si izmenjevali konservativne ideje.
Novembra 2018 so Scrutona določili za neplačanega člana komisije britanske vlade, ki naj bi podpirala boljše oblikovanje domov (Building Better, Building Beautiful Commission). Delavski in liberalni demokrati so temu nasprotovali zaradi Scrutonovih preteklih kontroverznih izjav. Aprila 2019 so izšli izseki Scrutonovega intervjuja z George Eatonom. Scruton je posledično prejel veliko kritike novinarjev in politikov; sledila je odstranitev s komisije. Šele ko je prišel celoten intervju v javnost, je bilo razvidno, da so bili objavljeni izseki vzeti izven konteksta in je bil njihov namen prikazati Scrutona v slabi luči. Kasneje se je Eaton opravičil za svoja dejanja, Scruton pa se je vrnil v komisijo.
Roger Scruton je umrl po šest mesecev dolgem boju z rakom 12. januarja 2020. Spoštovanje mu je izkazal tudi Boris Johnson, ki ga je opisal kot modernega konservativnega misleca, ki si je vedno upal deliti svoje mnenje.

## Estetika
Scruton se je izučil v analitični filozofiji, čeprav so ga privlačili tudi drugi slogi. V svoji karieri se je specializiral za estetiko in je od leta 1971 do 1992 poučeval estetiko na univerzi Birkbeck. Njegovo doktorsko diplomsko delo je bilo podlaga za njegovo prvo knjigo Umetnost in domišljija - angl. Art and Imagination (1974). Nato je objavil dela Estetika arhitekture - angl. Aesthetics of Architecture (1979), Razumevanje estetike – angl. The Aesthetic Understanding (1983), Estetika glasbe – angl. The Aesthetics of Music (1997), in Lepota – angl. Beauty (2010). Leta 2008 je na univerzi Durham potekala dvodnevna konferenca z namenom, da bi ocenili njegov vpliv na področju estetike. 4 leta kasneje je Palgrave Macmullan izdal zbirko esejev z naslovom Scrutonova estetika, ki sta jo uredila Andy Hamilton in Nick Zangwill. 
Marca leta 2009, v razpravi Inteligenca na kvadrat (angl. Intelligence Squared) je Scruton izjavil mnenje, da je Velika Britanija postala brezbrižna do lepote. Držal je znamenito Botticelijevo sliko Rojstvo Venere ob znani manekenki Kate Moss. Kasneje istega leta je napisal in predstavil dokumentarni film z naslovom Zakaj je lepota pomembna (angl. Why beauty matters (2010)), v katerem je trdil, da je treba lepoti povrniti tradicionalni položaj v umetnosti, arhitekturi in glasbi. Leta 2018 je trdil, da vera v Boga omogoča več čudovite arhitekture: "Kdo lahko ob obisku Benetk dvomi, da je bil ta obilen cvet estetskega prizadevanja zakoreninjen v veri in zalit s spokornimi solzami? 

### Estetika glasbe
Scruton se v tem delu sprašuje kaj je glasba, kakšna je njena vrednost in kaj pomeni. V knjigi ponuja izčrpen prikaz pomena glasbe z vidika sodobne filozofije. Študija se začne z metafiziko zvoka - Scruton razlikuje zvok od tona; analizira ritem, melodijo in harmonijo in raziskuje različne dimenzije glasbenega pomena. Na podlagi različnih teorij v filozofiji in teoriji glasbe predstavlja moralen pomen glasbe, njenega mesta v naši kulturi ter potrebe po okusu in diskriminaciji pri njenem izvajanju in poslušanju. To delo zaključi s teorijo kulture in uničujočim rušenjem sodobne popularne glasbe. 
"Nova provokativna študija." - The Guardian

### Razumevanje estetike
Združuje eseje o filozofiji umetnosti. Vsak posamezen esej se s svojega področja študija približa temu, kar Roger Scruton trdi, da je osrednji problem estetike - kaj je estetska izkušnja in kakšen je njen pomen za človekovo vedenje?
Knjiga je razdeljena na štiri dele. Prvi del vsebuje povzetek sodobne analitične estetike in esej, ki pregleduje trenutne teorije literarne kritike. Drugi del je posvečen glasbeni estetiki - Scruton zagovarja stališče, da je predmet estetske izkušnje sam po sebi pomemben, tudi če nima "vsebine", ki bi jo lahko opisali, prav tako pa izrazi nestrinjanje s stališčem, da je glasba reprezentativna. V tretjem delu pa razvije teorijo reprezentacije, s katero ovrže trditev, da je fotografija reprezentativna umetnost. Ta del vsebuje tudi študijo filma. Zadnji del obsega eseje, ki povezujejo estetsko presojo z razumevanjem kulture, humorja in oblikovanja. Obsega številne teme, vključno s proznimi deli Samuela Becketta in arhitekturo leninizma. 

### Estetika arhitekture
V tej pomembni knjigi Roger Scruton poziva k vrnitvi k prvim načelom v sodobni arhitekturni teoriji in trdi, da je estetika arhitekture v svojem bistvu estetika vsakdanjega življenja. Estetsko razumevanje je neločljivo povezano z občutkom za podrobnosti in slog. Scruton ponuja ostro kritiko romantične, funkcionalistične in racionalistične teorije oblikovanja ter freudovskega, marksističnega in semiološkega pristopa k estetski vrednosti.

## Podpora konservatizma
Roger je bil splošno znan kot "konservativni filozof" - pravzaprav najpomembnejši angleški konservativni mislec svoje generacije. Številna njegova filozofska stališča lahko resnično označimo za »konservativna«. Tako kot konservativci vseh opisov je tudi Roger nasprotoval komunizmu, za katerega je menil, da uničuje dušo (in ne le kot neuspešna obljuba o ekonomski blaginji) in vsem oblikam socializma. Roger trdi, da je konzervatist postal (oz. doumel, da je), ko je maja 1968 iz svojega stanovanja v Parizu opazoval protestnike in se zavedel, da je gradnja in izpostavljanje stvari z neko vrednostjo (npr. skupnosti, pravni in gospodarski sistemi, institucije civilne družbe...) zahtevna, njihovo uničenje pa enostavno in pogosto hitro dosegljivo. Roger je bil prav tako vodilni filozofski zagovornik ljubezni do doma in do svojega, kar je imenoval "oikofilija". 
Rogerjeva oikofilija in njegova zavrnitev "multikulturalizma" sta vzpodbudili nekatere ljudi, da so mu očitali ksenofobijo in rasizem. Roger pa se je vseeno zanimal za druge kulture - ob branju Korana se je naučil arabščine in občudoval prispevke velikih srednjeveških islamskih filozofov, prav tako pa je natančno in poglobljeno je preučeval hindujsko in druge vzhodne tradicije. 

### Argumenti za konservatizem
Scurton v knjigi obravnava tematike kot so: načela, ki bi morala biti zadolžena za urejanje naših odnosov z državo, okoljem, drugimi kulturami in drugimi načini življenja, način pristopa k zakonu, veri, zlu in smrtnosti. Prav tako govori o relativizmu in nihilizmu, vzponu totalitarizma itd.

### Nežna obžalovanja
Knjiga vsebuje več avtobiografskih esejev in je največji približek avtobiografije, ki jo je kadarkoli zapisal Scruton. Urejeni so bolj tematsko kot kronološko, v njih pa razpravlja in opisuje ljudi in vprašanja, ki se mu zdijo najbolj pomembna. Poleg tega pa vključuje tudi poročila o svojih prijateljskih odnosih in vplivih - med drugim z Iris Murdoch, Johnom Bayleyjem, Mary Warnock in Robin Holloway.

## Vera
Scruton je bil anglikanec. Njegova knjiga Naša cerkev: osebna zgodovina angleške cerkve (angl. Our church: A personal history of the church of England (2013)) zagovarja pomembnost angleške cerkve. V zvezi z dokazi o Božjem obstoju je Scruton dejal: »Racionalni argument nas lahko pripelje le tako daleč ... Pomaga nam lahko razumeti resnično razliko med vero, ki nam zapoveduje odpuščanje sovražnikom, in tisto, ki nam ukazuje, da jih pobijemo. Toda sam preskok vere - to postavitev vašega življenja v božjo službo - je preskok prek roba razuma. To ne pomeni, da je iracionalen, prav tako kot je nerazumna zaljubljenost.« Prav tako je zagovarjal argument o lepoti: dejal je, da ko vzamemo lepoto v naravnem svetu okoli sebe kot darilo, lahko odkrito razumemo Boga. 
NAŠA CERKEV: OSEBNA ZGODOVINA ANGLEŠKE CERKE (angl. OUR CHURCH: A PERSONAL HISTORY OF THE CHURCH OF ENGLAND)
Scruton v Naši cerkvi trdi, da je anglikanska cerkev skrbnica arhitekturne in umetniške dediščine, ki ostaja eden od zakladov evropske civilizacije. Trdi, da je to še vedno osrednji center angleške kulture in da so besedila kot Biblija kralja Jamesa (angl. King James Bible) in Knjiga pogostih molitev (angl. The book of common prayer) viri iz katerih izhaja velik del naše nacionalne identitete. 
"Verjame, da je angleška cerkev ustvarila nekaj, kar zdaj izgubljamo - skupek vrednot." - Seline O'Grady

## Spolnost
Filozof religije Christopher Hamilton je Scrutonovo spolno željo (1986) opisal kot "najbolj zanimiv in uviden filozofski račun spolne želje", ki je bil izdelan znotraj analitične filozofije. Knjiga je vplivala na razprave o spolni etiki.  Martha Nussbaum je Scrutonu leta 1997 pripisala zasluge, da je zapisal "najbolj zanimiv filozofski poskus, ki je  deloval skozi moralna vprašanja, ki so vpletena v naše ravnanje z osebami kot spolnimi partnerji".
Po mnenju Jonathana Dollimoreja je Scruton konservativno spolno etiko utemeljil z dejstvom, da je »končni konec vsakega racionalnega bitja zgradba samega sebe,« ki vključuje prepoznavanje drugega kot konec sam po sebi. Scruton trdi, da je glavna značilnost perverzije "spolna sprostitev, ki se izogiba ali ukine drugega". Vidi  jo kot narcisoidno in solipsistično.  Nussbaum je ugovarjal temu, da Scruton ni enako uporabil primera za spolne odnose med odraslimi in otroki ali med protestanti in katoliki.  V eseju »Spolna morala in liberalno soglasje« (1990) je Scruton zapisal, da homoseksualnost vodi v »skrunitev človeškega telesa« ker telo homoseksualnega ljubimca spada v isto kategorijo kot njegova.  Nadalje je trdil, da geji ne morejo imeti otrok in posledično ne morejo ustvarjati socialno stabilne prihodnosti. Zato je menil, da je upravičeno , da "vlivamo v naše otroke občutke odpora" do homoseksualnosti. Leta 2007 je izpodbijal idejo, da bi morali geji imeti pravico do posvojitve.  Scruton je leta 2010 za The Guardian povedal, da ne bo več zagovarjal stališča, da je odganjanje pred homoseksualnostjo mogoče upravičiti.
SPOLNA ŽELJA : MORALNA PSIHOLOGIJA EROTIKE (SEXUAL DESIRE: A MORAL PHILOSOPHY OF THE EROTIC)
Seksualna želja: filozofska raziskava, objavljena v "Sexual Desire: A Moral Philosophy of the Erotic in The United States". Knjiga je izšla leta 1986 in govori o filozofiji spolnega odnosa Scrutona, v okviru katere avtor govori o seksualni želji in erotični ljubezni. Argumentira proti ideji, da duša odraža živalski del človeške narave, temveč je odraz njene racionalne strani. Knjigo sta v Združenem kraljestvu prvič izdala Weidenfeld in Nicolson, v ZDA pa Free Press.
Scruton črpa iz analitične filozofije in fenomenologije, filozofskega gibanja, ki ga je ustanovil Edmund Husserl. S sposojanjem izrazov iz fenomenologije je trdil, da spolno željo označuje »namera«; kakovost »kazanja na razumevanje, predmeta in misli«.  Naredil je  primer, da skupne izkušnje, povezane s seksom, kot so obscenost, skromnost in sramota, zaljubljenost, in ljubosumje, vključujejo naklepnost. Zagovarjal je tradicionalno spolno moralo, namesto da bi svoje argumente temeljil na veri. Pisal je  s sekularnega vidika, po pristopu, ki ga je predlagal Aristotel v Nicomacheanski etiki. Po njegovem mnenju spolna perverzija vključuje neusklajenost "osebnega obstoja drugega", to pa opravičuje njegovo moralno obsodbo. Trdil je, da je homoseksualnost perverzija, saj jo je videl kot drugo obliko masturbiranja. Trdil je, da znanost ne more zagotoviti nadomestka za koncepte, ki naročajo vsakodnevne izkušnje in da lahko potencialno škoduje razumevanju človeške spolne želje. Kritiziral je Sigmunda Freuda in trdil, da je znanstveni status psihoanalitična teorija vprašljiv. Kritiziral je tudi feminizem in delo biologa Alfreda Kinseyja, ki ga je opisal kot reduktivnega in v njegovem mnenju vključuje napačno prikazovanje spolnega vzburjanja in želje.

## Totalitarizem
Scruton je totalitarizem opredelil kot odsotnost kakršne koli omejitve centralne oblasti z vsakim vidikom življenja, za katerega skrbi vlada. Zagovorniki totalitarizma se hranijo z zamerami, trdi Scruton in imajo zavzeto oblast, nadaljujejo z odpravo institucij, kot so zakon, lastnina in vera, ki ustvarjajo organe: "Zamerljivo je, da so te institucije vzrok za neenakost, zato so vzrok za njihovo ponižanje in neuspehe." Trdi, da revolucije od spodaj ne vodi ljudstvo, temveč  jo vodi elita od zgoraj, v imenu ljudstva. Pomen Newspeaka v totalitarnih družbah piše da  je moč jezika za opis resničnosti nadomesti z jezikom, katerega namen je izogniti se srečanju z realnostjo. Strinja se z Alainom Besançonom, da je totalitarno družbo, ki jo je predvidel George Orwell v 1984 (1949), mogoče razumeti le v teološkem smislu, kot družbo, ustanovljeno na nadnaravni negaciji. V skladu s T. S. Eliot, Scruton meni, da je resnična izvirnost omogočena le v tradiciji in da konservativen pogled prav v sodobnih pogojih – pogoji razdrobljenosti, krivoverstva in nevere – pridobi svoj smisel.

## Drugi pogledi
Leta 2006 je Scruton spregovoril na srečanju v Antwerpenu za flamsko stranko Vlaams Belang na povabilo svojega prijatelja Paula Beliena. Med govorom je tudi izrazil svoje stališče, da zvestoba nacionalni državi ljudem omogoča spoštovanje suverenosti, pravic posameznika in pravne pomoči med družbenimi razredi, verami in "pomaga pri oblikovanju ozadja političnega procesa, ki temelji na soglasju in ne v veljavi". 
Leta 2014 je Scruton povedal, da podpira angleško neodvisnost, ker podpira prijateljstvo med Anglijo, Škotsko, Walesom in Severno Irsko. Leta 2019 je na vprašanje, ali verjame v angleško neodvisnost, New Statesmanu povedal:
» Moje mnenje je, da če Škoti želijo biti neodvisni, potem bi si morali prizadevati za isto stvar ... Mislim, da si Valižani ne želijo neodvisnosti, Severni Irci tudi zagotovo ne. Škotska želja po osamosvojitvi je do neke mere izmišljena. Hočejo se identificirati kot Škoti, a vseeno... uživajo subvencijo, ki jo dobijo iz tega, da so del kraljestva. Vidim, da obstajajo škotski nacionalisti, ki si prizadevajo da so nekaj več. Če pa to postane prava politična sila potem ja, bi morali poskusiti tudi za neodvisnost. Kot veste, imajo Škoti dva glasova: lahko glasujejo za svoj parlament in glasujejo, da bi svoje ljudi dali v naš parlament. V naš parlament prihajajo brez interesa za Škotsko, ampak z interesom, da nas ustrahujejo.«
Scruton je močno podprl Brexit, saj je menil, da Evropska unija ogroža suverenost Združenega kraljestva. Verjel je, da bo Brexit pomagal obdržati nacionalno identiteto, za katero je menil, da je ogrožena zaradi množičnega priseljevanja. Močno pa je nasprotoval tudi skupni kmetijski politiki.

## Zanimivosti
Iz šole je bil izključen kmalu po tem, ko je ravnatelj med eno Scrutonovih predstav opazil požar, ki ga je gasila napol gola ženska.
Ko je bil izključen iz šole, se je njegov oče nehal pogovarjati z njim.
Scruton je vsaj enega od svojih sinov vzgojil v klasični grščini kot primarnim jezikom po zgledu Johna Stuarta Milla v upanju, da bi sin nekega dne to cenil.

## Dela
- Umetnost in domišljija: Študija filozofije misli (angl. Art And Imagination: A Study in the Philosophy of Mind), 1974
- Estetika arhitekture (angl. The Aesthetics of Architecture), 1979
- Pomen koservatizma (angl. The Meaning of Conservatism), 1980
- Politika kulture in drugi eseji (angl. The Politics of Culture and Other Essays), 1981
- Kratka zgodovina moderne filozofije (angl. A Short History of Modern Philosophy), 1982
- Slovar političnih misli (angl. A Dictionary of Political Thought), 1982
- Estetika razumevanja: eseji filozofije umetnosti in kulture (angl. The Aesthetic Understanding: Essays in the Philosophy of Art and Culture), 1983
- Kant (angl. Kant), 1982
- Misleci nove levice (angl. Thinkers of the New Left), 1985
- Spolno poželenje (angl. Sexual Desire: A Moral Philosophy of the Erotic), 1986
- Dežela vzeta za talca: Lebanon in zahod (angl. A Land Held Hostage: Lebanon and the West), 1987
- Konzervativna besedila: Antologija (angl. Conservative Texts: An Anthology), 1992
- Moderna filozofija: Anketa (angl. Modern Philosophy: A Survey), 1994
- Vodnik inteligentne osebe k filozofiji (angl. An Intelligent Person's Guide to Philosophy), 1996; ponovno objavljeno kot Filozofija: Načela in problemi (angl. Philosophy: Principles and Problems), 2005
- Estetika glasbe (angl. The Aesthetics of Music), 1997
- O lovu (angl. On Hunting), 1998
- Vodnik inteligetne osebe k moderni kulturi (angl. An Intelligent Person's Guide to Modern Culture),  1998; ponovno objavljeno kot Moderna kultura (angl. Modern Culture), 2005
- Živalske pravice in krivice (angl. Animal Rights and Wrongs), 2000
- Anglija: Elegija (angl. England: An Elegy), 2001
- Zahod in ostalo: globalizacija in grožnja terorizma (angl. The West and the Rest: Globalisation and the Terrorist Threat), 2002
- Novice iz nekje: Ob poravnavi (angl. News From Somewhere: On Settling), 2004
- Potreba po narodih (angl. The Need for Nations), 2004
- Blaga obžalovanja: Misli iz življenja (angl. Gentle Regrets: Thoughts from a Life), 2005
- Politična filozofija: Argumenti za konzervatizem (angl. A Political Philosophy: Arguments for Conservatism), 2006
- Lepota (angl. Beauty), 2009
- Pijem, torej sem: Filozofov vodnik k vinu (angl. I Drink Therefore I Am: A Philosopher's Guide to Wine), 2009
- Razumevati glasbo (angl. Understanding Music), 2009
- Raba pesimizma: In nevarnost lažnega upanja (angl. The Uses of Pessimism: And the Danger of False Hope), 2010
- Svoboda in civilizacija: Dediščina zahoda (angl. Liberty and Civilization: The Western Heritage), 2010
- Zelena filozofija: Kako resno razmišljati o planetu (angl. Green Philosophy: How to Think Seriously About the Planet), 2011; ponovno objavljeno kot Kako resno razmišljati o planetu: Primer za okoljevarstveni konzervatizem (angl. How to Think Seriously About the Planet: The Case for an Environmental Conservatism), 2012
- Naša cerkev: Osebna zgodovina anglikanske cerkve (angl. Our Church: A Personal History of the Church of England), 2012
- Duša sveta (angl. The Soul of the World), 2014
- Kako biti koservativen (angl. How to Be a Conservative), 2014
- Tepci, goljufije in hujskači: Misleci nove levice (angl. Fools, Frauds and Firebrands: Thinkers of the New Left), 2015
- Pogovori z Rogerjem Scrutonom (angl. Conversations with Roger Scruton), 2016
- Kjer smo mi (angl. Where We Are), 2017
- Priznanja krivoverca: Izbrani eseji (angl. Confessions of a Heretic: Selected Essays), 2017
- Konzervatizem: Povabilo k veliki tradiciji (angl. Conservatism: An Invitation to the Great Tradition), 2017
- Francesca: novela (angl. Francesca: a novel), 1991
- Xanthippicovi Dialogi (angl. Xanthippic Dialogues), 1993
- Zapiski iz podzemlja (angl. Notes from Underground), 2014
- Izginuli (angl. The Disappeared), 2015
- Duše v somraku: Zgodbe izgube (angl. Souls in the Twilight: Stories of Loss), 2018
- Zablode, prevare, hujskaštva: misleci nove levice, 2019